# 히말라야늑대

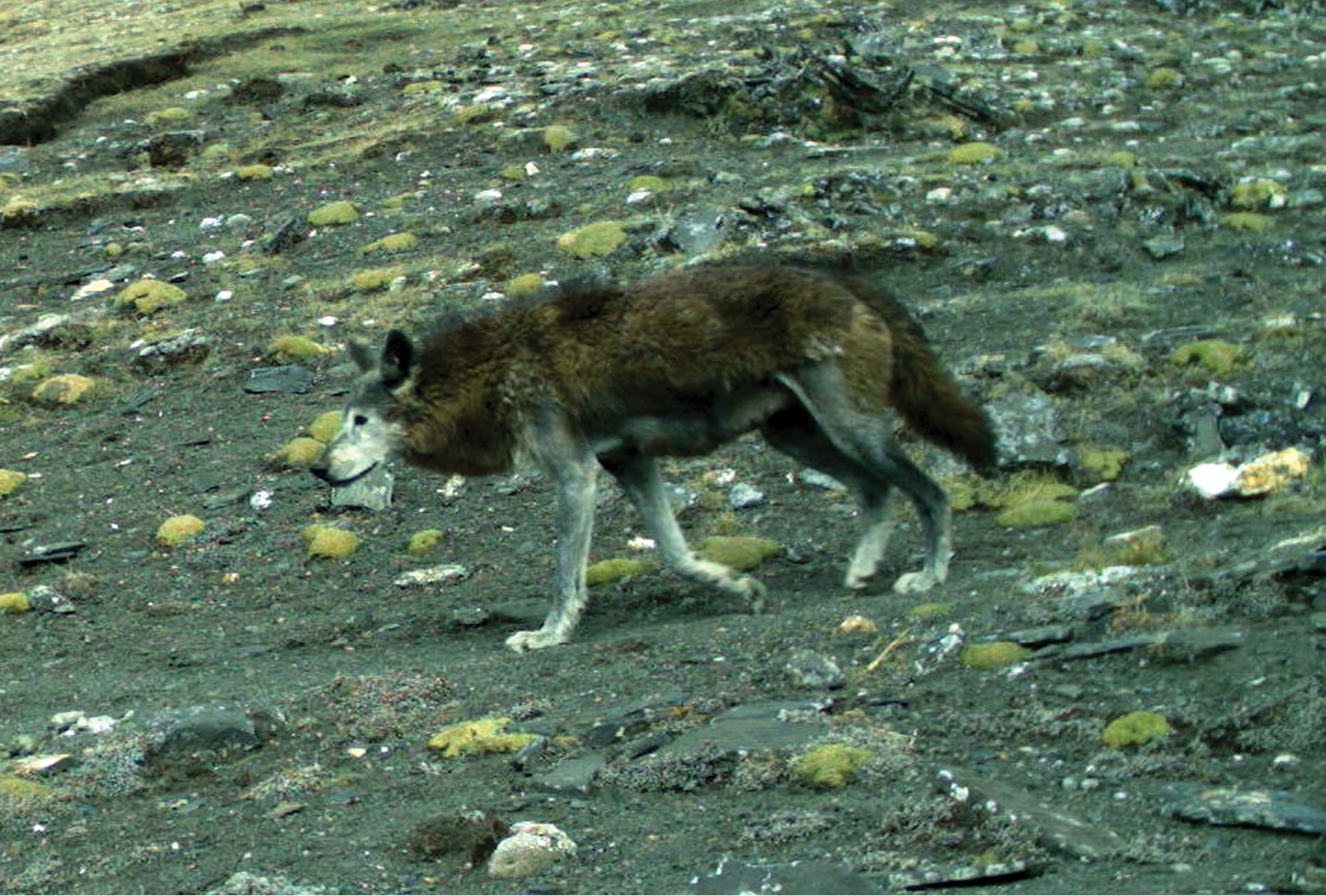

히말라야 늑대(영어: Himalayan wolf; 학명: Canis lupus chanco)는 분류학에 논란이 있는 개속 동물이다. 유전적 표지자로 구별되며, 미토콘드리아 DNA에 따르면 이 늑대는 유전적으로 전북구 회색 늑대의 바닥 계통군이며 티베트 늑대(Tibetan wolf) 및 몽골 늑대(Mongolian wolf)와 유전적으로 동일한 늑대이다. 또한 아프리카 늑대(영어: African wolf; 학명: Canis lupaster)와 관련이 있다.

## 분류
월리스 크리스토퍼 우젠크래프트(Wallace Christopher Wozencraft)는 2005년에 C. l. chanco로 분류하였다.
아가르왈(Aggarwal)은 2007년에 Canis himalayensis로 분류하였다.

## 같이 보기
- 회색 늑대
- 몽골 늑대
- 아종
- 변종
- 품종